# Parafia św. Stanisława Biskupa i Męczennika w Ciachcinie
Parafia pw. św. Biskupa Męczennika Stanisława ze Szczepanowa w Ciachcinie – rzymskokatolicka parafia należąca do dekanatu bielskiego, diecezji płockiej, metropolii warszawskiej. Erygowana na przełomie XIV i XV stulecia.